# Antonio Pavonio
António Pavonio (Savigliano, 1326 — Turim, 9 de Abril de 1374) foi um frade dominicano, ordem na qual ingressou aos quinze anos de idade e foi ordenado sacerdote aos 25. 
O Papa Urbano V nomeou-o inquisidor-geral para combater as heresias na Lombardia e em Génova, cargo que exerceu por 14 anos. Foi eleito prior do convento de Savigliano em 1368. 
Morto por sete heréticos valdenses, enquanto pegava em Brichera, a 9 de Abril de 1374, em Turim.  